# Orsinval
Orsinval település Franciaországban, Nord megyében. Lakosainak száma 560 fő (2022. január 1.). Orsinval Villers-Pol, Le Quesnoy és Frasnoy községekkel határos.

## Népesség
A település népességének változása:
| Lakosok száma | 551  | 547  | 548  | 548  | 552  | 553  | 555  | 558  | 560  |
|               | 2013 | 2015 | 2016 | 2017 | 2018 | 2019 | 2020 | 2021 | 2022 |